# Operation Cosmas
Operation Alba • Operation Libelle • Operation Silver Wake
Die Operation Cosmas war eine von Griechenland durchgeführte Evakuierungsmission aus Albanien während der bürgerkriegsähnlichen Unruhen ("Lotterieaufstand") im März 1997. Im Rahmen der Operation wurden über die Hafenstadt Durrës zahlreiche griechische und chinesische Staatsbürger, aber auch Zivilpersonen anderer Staaten, auf dem Seeweg in Sicherheit gebracht.

## Vorgeschichte
Die Unruhen in Albanien begannen Anfang 1997, als die teils von der Regierung geförderten Pyramiden- respektive Schneeballsysteme zur scheinbar sicheren Geldanlage zusammenbrachen und jeder vierte Albaner in den finanziellen Ruin getrieben wurde. Die Albaner gingen auf die Straße, forderten ihr Geld zurück und forderten den Rücktritt der Regierung, da diese sich nicht klar gegen die unseriösen Pyramidensysteme gestellt oder sie sogar unterstützt hatte. Als die Rückzahlungen ausblieben, eskalierten die Unruhen. Es wurden Geschäfte geplündert und offen gegen die Staatsgewalt revoltiert. Besonders im Süden des Landes und in der Hauptstadt Tirana spitzte sich der Aufstand zu. Landesweit wurden auch Waffenlager des Militärs und der Polizei geplündert. Dadurch waren große Teile der Bevölkerung plötzlich bewaffnet und nutzen dies nicht nur zum politischen Protest, sondern auch zur persönlichen Bereicherung. Die staatliche Autorität brach zunehmend zusammen, Teile des Militärs und der Polizei desertierten.
Später schätzte man, dass im Laufe der ersten Monaten des Jahres mehr als fünf Millionen Waffen und große Mengen Munition aus staatlichen Waffenlagern geplündert wurden. Darunter befanden sich nicht nur Sturmgewehre, Panzerabwehrwaffen und MANPADS (z. B. 9K32 Strela-2, oder: SA-7 „Grail“), sondern auch größere Waffensysteme wie T-54 Panzer, die teils mit Zivilisten besetzt durch die Straßen der Städte „spazierenfuhren“. In den Städten kam es zu permanenten Schießereien, bei denen mit AK-47 bewaffnete Männer, Frauen und sogar kleine Kinder wahllos in die Luft schossen.
In der ersten Märzwoche 1997 verschlechterte sich die Lage zusehends und es wurde für die in Albanien lebenden Ausländer gefährlich. Auf den Straßen herrschte Anarchie und Willkür, viele ausländische Botschaften stellten ihren Betrieb ein.
Die italienische Küstenwache gab am nächsten Tag bekannt, dass ca. 3000 albanische Zivilisten in alten Fischkuttern und alten Marinebooten die Adria in Richtung Italien überquert hatten und an der Küste zwischen Otranto und Brindisi angekommen waren. Es mehrten sich in Italien die Bedenken bezüglich einer erneuten Flüchtlingswelle wie nach dem Zusammenbruch des kommunistischen Regimes in Albanien 1991.
Die Regierungen vieler westlicher Staaten waren zunehmend besorgt um die Sicherheit ihres Botschaftspersonals und ihrer in Albanien befindlichen Staatsbürger.

## Planung der Mission
Ab Anfang März versammelte sich täglich eine immer größer werdende Menge albanischer Bürger vor der griechischen Botschaft in Tirana und versuchte, ein Visum zu erhalten. Darüber hinaus wurden beim griechischen Außenministerium Vertreter anderer Nationen vorstellig und baten um Unterstützung bei der Evakuierung ihrer Staatsbürger, die sie aufgrund der großen Entfernung oder logistischen Schwierigkeiten nicht selbst evakuieren konnten.
Das griechische Außenministerium setzte sich mit dem griechischen Verteidigungsministerium in Verbindung und traf die Entscheidung für eine Evakuierungsmission. Der Generalstab der griechischen Streitkräfte bekam daraufhin den Auftrag, diese Mission zu planen und durchzuführen.
Die griechische Marine wählte die Hafenstadt Durrës für die Evakuierungsmission aus und stellte folgende Marineeinheiten zur Verfügung:
- die Fregatte HS „Aigaion“ (F-460)[Anmerkung 1]
- das Flugkörperschnellboot HS-P24 „Simaioforos Kavaloudis“[Anmerkung 2]
- das Minensuchboot M213 „Klio“[Anmerkung 3]
- das Schnellboot P-54 „Lailaps“[Anmerkung 4]

Für den Landgang und den Schutz der Evakuierung wurde ein Team der sogenannten „Underwater Demolition Unit“ (griechisch Μονάδα Υποβρυχίων Καταστροφών), MYK, heute: Underwater Demolition Command (griechisch Διοίκηση Υποβρυχίων Καταστροφών, DYK) ausgewählt. Diese Elite- und Spezialeinheit der griechischen Marine ist vergleichbar mit den Kampfschwimmern der Bundeswehr oder den US-Navy SEALs. Ein einzelnes Team dieser Einheit trägt die Abkürzung OYK (griechisch Ομάδες Υποβρυχίων Καταστροφών) und besteht aus etwa 25 Mann.

## Ablauf der Operation

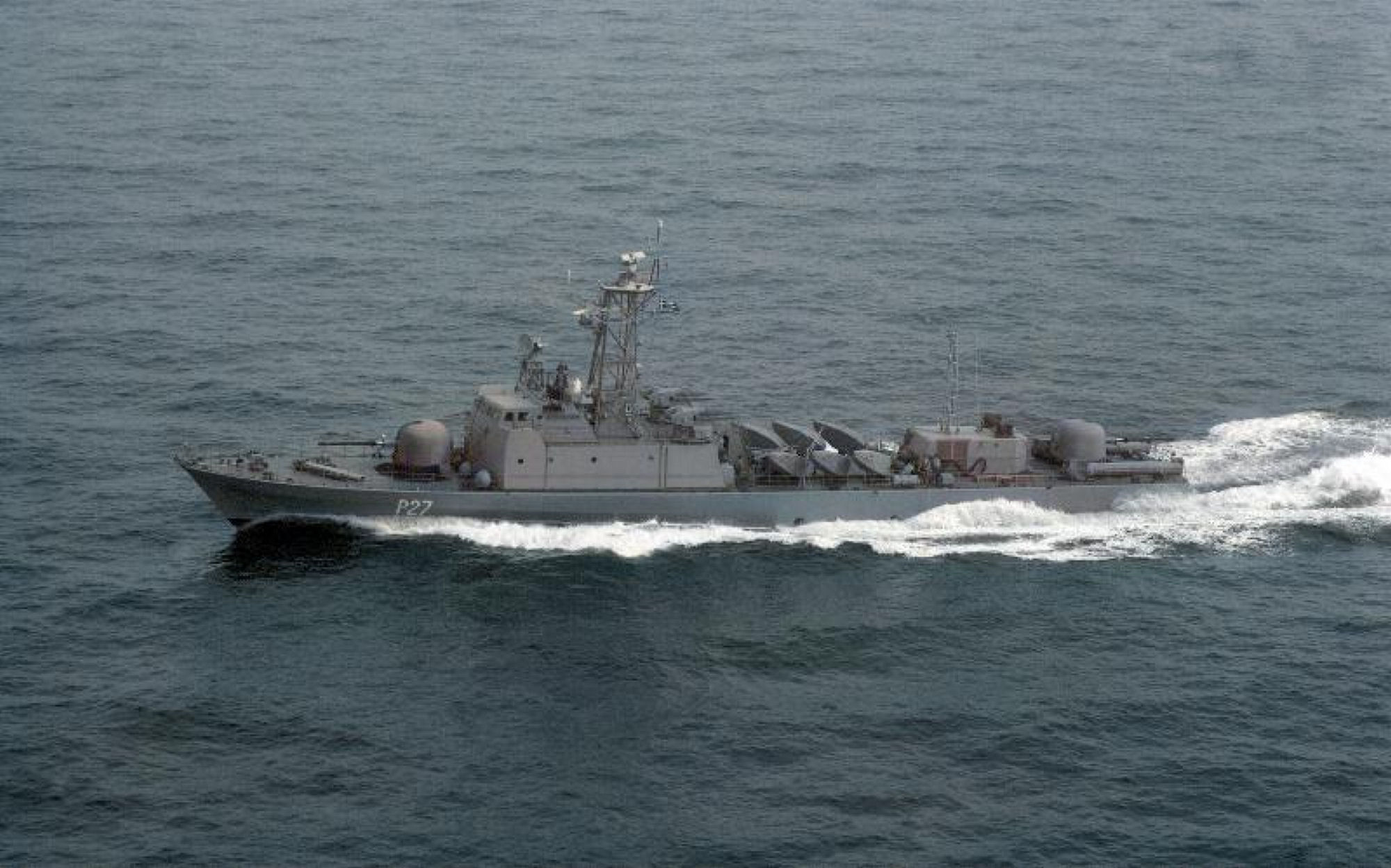
Luftaufnahme der HS P27 „Simeoforos Xenos“ der griechischen Marine (La Combattante IIIb-Klasse, Schwesterschiff der HS P24 „Kavaloudis“, 1988, leicht koloriert)

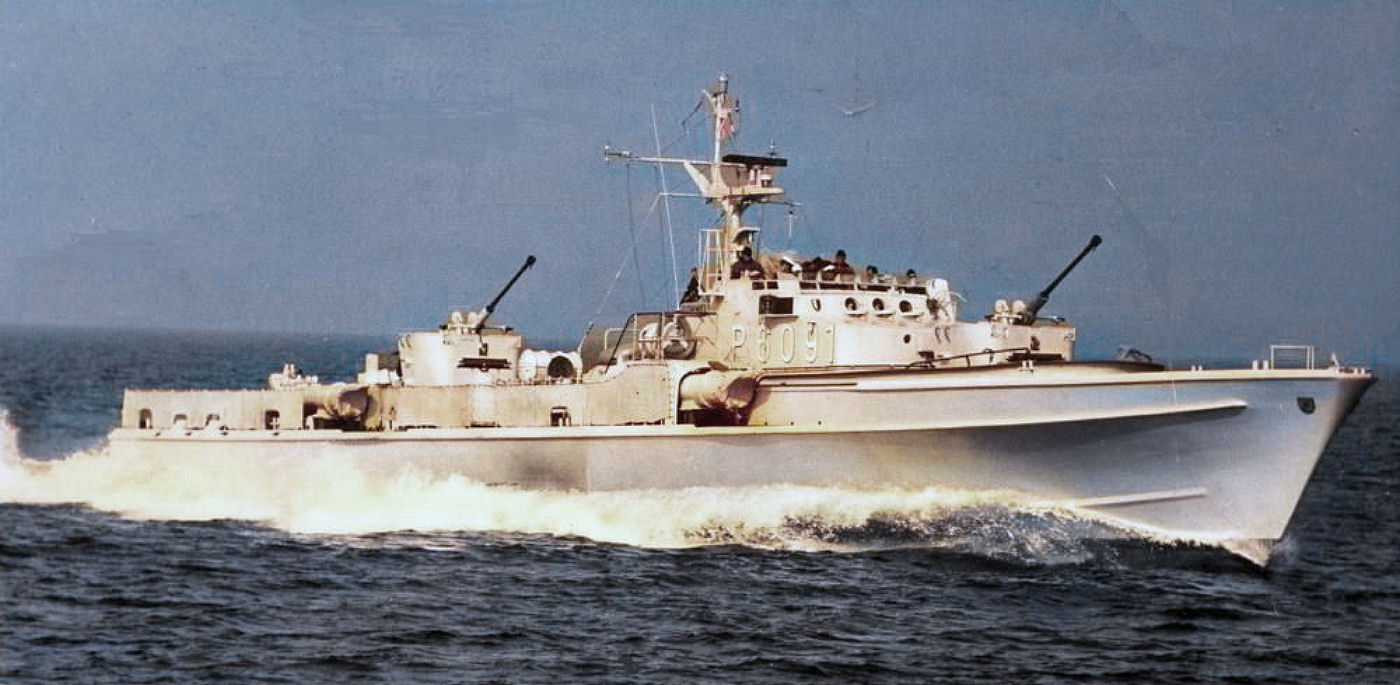
Deutsche P-6091 „Dommel“ (Schwesterschiff der P-6070 „Kondor“ / „Lailaps“, 1970, leicht Koloriert)

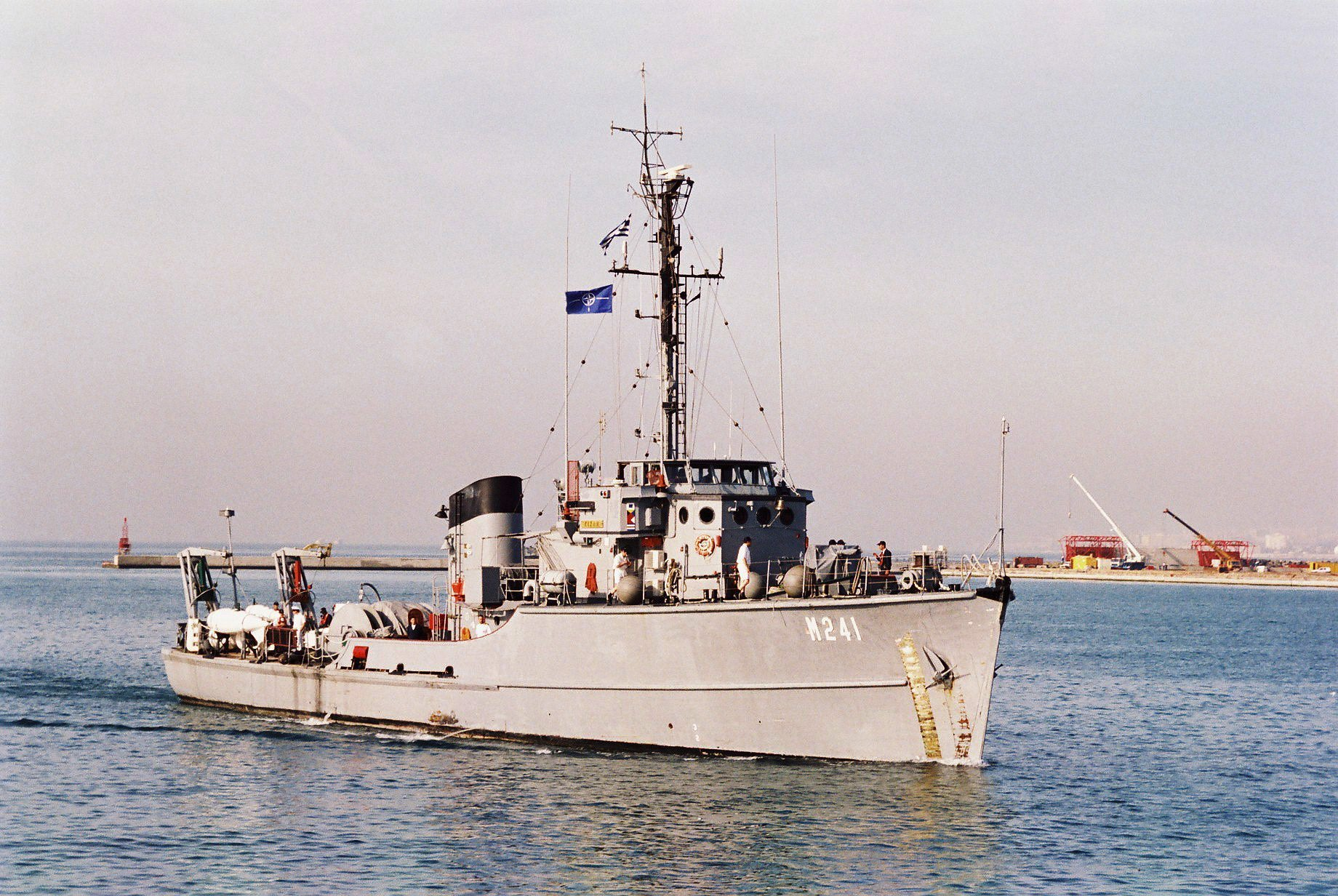
Griechisches Minensuchboot M241 „Kichli“, Schwesterschiff der M213 „Klio“, 2002

Bereits im Laufe des Vormittags des 14. März wurden 52 griechische Staatsbürger, darunter auch das Personal der griechischen Botschaft, fünf Belgier sowie einige Jordanier und Palästinenser von der griechischen Marine aus dem Hafen von Durrës evakuiert. Diese Personen hatten sich in zivilen Fahrzeugen ohne militärische Begleitung auf den Weg in die Hafenstadt gemacht. Sie stellten aber erst einen kleinen Teil der zu evakuierenden Gruppe dar.
Am Nachmittag des 14. März 1997 trafen sich der griechische Verteidigungsattaché, sein chinesischer Amtskollege sowie die Botschafter Ägyptens, des Iraks und Palästinas in der griechischen Botschaft und vereinbarten den zeitlichen Ablauf und den Umfang einer weiteren Evakuierungsfahrt durch die griechische Marine. Es handelte sich um insgesamt 241 Personen, davon 171 chinesische Staatsbürger, 40 Ägypter, zehn Iraker sowie 20 Jordanier und Palästinenser. Alle Personen sollten von Tirana aus mit einem Fahrzeugkonvoi in die Hafenstadt Durrës eskortiert werden und dort an Bord der griechischen Kriegsschiffe gehen. Nach koordinierten Bemühungen erreichten die griechischen Schiffe und die zu evakuierenden Zivilisten am späten Abend des 14. März den Hafen von Durrës.
Im Hafengelände herrschten chaotische Verhältnisse. Die griechische Marine schätzte, dass sich zu dieser Zeit etwa 4000 Albaner im Bereich des Hafens aufhielten. Bei den meisten handelte es sich nicht um Bewaffnete, sondern um Zivilisten, die nach einer Gelegenheit suchten, das Land zu verlassen. Um die Aufmerksamkeit der Menschenmenge und der zahlreichen Bewaffneten auf sich zu lenken, führte das Schnellboot „Lailaps“ zunächst einige Täuschungsmanöver in der Nähe der nordöstlichen Mole durch. Währenddessen legte das Flugkörperschnellboot „Kavaloudis“ an der südwestlichen Hafenmole, die bereits durch das Kampfschwimmer-Team gesichert worden war, an. Die sich nähernde Menschenmenge konnte von den Kampfschwimmern mit Schüssen „über die Köpfe hinweg“ zurückgehalten werden, und den Zivilisten gelang es, sich sicher einzuschiffen. Als letztes ging das Kampfschwimmer-Team an Bord der „Kavaloudis“. Die Einschiffung ging sehr schnell vonstatten, laut Aussage des griechischen Verteidigungsministeriums benötigte man „nur 10 Minuten“ dafür. Nun verließen die „Lailaps“ und die „Kavaloudis“ gemeinsam den Hafen.
Vor der Küste wurden die evakuierten Zivilisten auf die Fregatte „Aigaion“ gebracht und der gesamte Verband nahm Kurs auf die etwa 230 Kilometer entfernte griechische Insel Korfu, wo der Konvoi in den frühen Morgenstunden des 15. März ankam. Bei der gesamten Operation wurde, trotz der äußerst brisanten Lage im Hafen von Durrës, niemand verletzt.

## Resultate der Operation

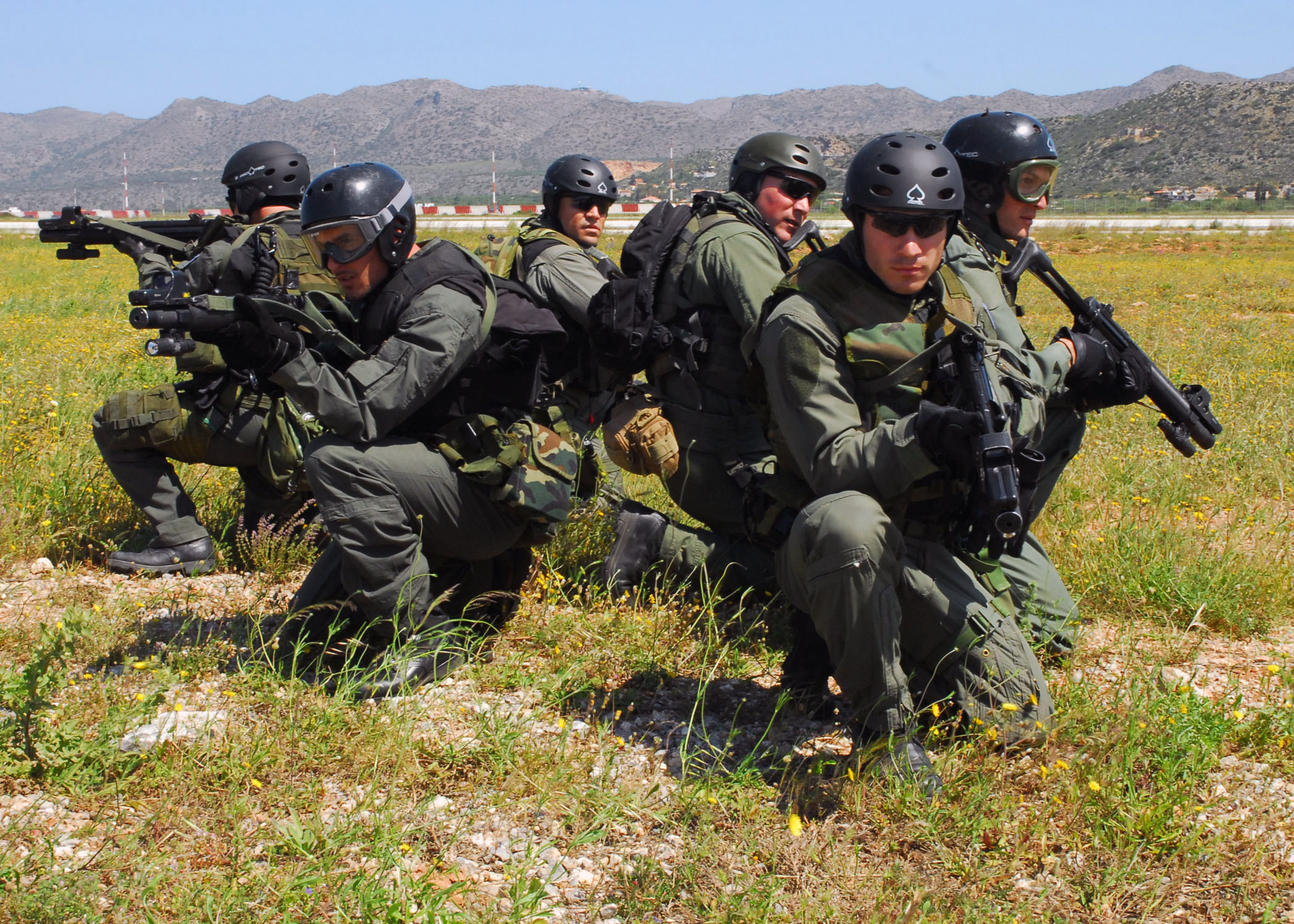
Elitesoldaten des griechischen Underwater Demolition Command, 2009

In beiden Missionen wurden zusammen 293 Zivilisten aus sieben Nationen evakuiert.

## Evakuierungsmissionen anderer Staaten
Bereits einen Tag zuvor, am 13. März, hatten die Vereinigten Staaten auf Bitten ihrer Botschafterin in Tirana die Operation Silver Wake gestartet. Vor der Küste liegende amerikanische Kriegsschiffe schickten US-Marines nach Tirana, und diese begannen noch am gleichen Tag, Botschaftspersonal, amerikanische Staatsbürger, aber auch Zivilpersonen aus anderen Staaten auszufliegen. Die amerikanische Operation dauerte bis zum 26. März. Dabei wurden fast 1000 Zivilpersonen aus über einem Dutzend verschiedener Länder wurden in Sicherheit gebracht.
Die deutsche Evakuierungsmission Operation Libelle am 14. März nutzte den Flugplatz Lapraka am Stadtrand von Tirana. Im Rahmen dieser Mission flogen deutsche Hubschrauber von Bosnien-Herzegowina über Kroatien und Montenegro nach Tirana und evakuierten an einem Tag knapp 100 Zivilisten aus über 20 Nationen.
Auch die italienische Armee und Marine evakuierten in mehreren Einzelmaßnahmen etwa 1000 Zivilisten aus Albanien. Diese Aktionen trugen keinen übergeordneten Operationsnamen. Frankreich und Russland führten ebenfalls kleinere Evakuierungsoperationen durch.
In allen Rettungsmissionen wurden einige der Evakuierungshubschrauber vom Boden aus beschossen, es gab aber keine Toten oder Verletzte.

## Weitere Entwicklung der Lage in Albanien
Die Lage in Albanien stabilisierte sich im Laufe des März und April 1997 nicht spürbar, obwohl es mit der Regierung der nationalen Versöhnung zu einem Regierungswechsel gekommen war. Diese bat das Ausland um Hilfe. Am 15. April begann mit der Operation Alba der Einsatz einer über 7000 Mann starken multinationalen Schutztruppe auf Basis der Resolution 1101 des UN-Sicherheitsrats zur Wiederherstellung der öffentlichen Ordnung und Sicherheit. Die italienisch geführte Schutztruppe blieb bis Mitte August im Land und konnte die Lage weitestgehend stabilisieren. Im Rahmen ihres Aufenthalts wurden unter der Aufsicht der OSZE Neuwahlen durchgeführt, und Albanien konnte seinen Weg der demokratischen Entwicklung fortsetzen.

## Anmerkung
1. ↑  griechisch: Αιγαίον, Elli-Klasse; ehemalige niederländische Fregatte HNLMS Banckert (F810) der Kortenaer-Klasse
2. ↑  griechisch: Σημαιοφόρος Καβαλούδης, La Combattante IIIb-Klasse, französisches Muster, ab 1978 in Griechenland in Lizenz gebaut
3. ↑  griechisch: Κλειω, ehemalige USS MSC-317 der amerikanischen Adjutant- oder Bluebird-Klasse, der ursprüngliche Name in griechischen Diensten war M213 „Argo“, die Boote wurden in der griechischen Marine auch als Antiopi-Klasse bezeichnet
4. ↑  griechisch: λαιλαψ, ehemaliges bundesdeutsches Schnellboot P-6070 „Kondor“ (Jaguar- bzw. Seeadler-Klasse, Typ 140 bzw. Typ 141)